# Mayotte
Mayotte je zámořský region a zároveň zámořský departement Francie v Indickém oceánu. Je jedním ze 4 hlavních ostrovů Komorského souostroví o rozloze 376 km². Jeho správním střediskem je Mamoudzou.
Obyvatelstvo vyznává islám a v letech 1974 a 1976 hlasovalo proti začlenění do nově vzniklé Komorské federativní islámské republiky (dnes Komorský svaz). Obyvatelé jsou občany Francie. Mayotte je plnohodnotnou součástí Francie, i proto není území řazeno mezi Nesamosprávná území v seznamu Spojených národů (United Nations list of Non-Self-Governing Territories) a není proto z mezinárodněprávního hlediska závislým územím.

## Historie
Do roku 2011 byl ostrov tzv. francouzským zámořským společenstvím. Obyvatelé ostrova se v březnovém referendu roku 2009 naprostou většinou 95 % hlasů vyslovili pro změnu administrativního statutu ostrova na 101. departement V. republiky. Francouzským departementem a regionem se Mayotte stalo oficiálně 31. března 2011. Takzvaným nejvzdálenějším regionem EU se Mayotte stalo 1. ledna 2014.

## Symboly
Mayotte, francouzské závislé území, užívá vedle francouzských symbolů i své vlastní.

### Vlajka
Neoficiální mayottská vlajka je tvořena bílým listem o poměru stran 2:3, se znakem Archipelaga pod červeným nápisem „MAYOTTE“.

### Znak
Mayottský znak je tvořen štítem, který podpírají dva mořští koníci. Štít obsahuje půlměsíc na modrém poli, dva květy na červeném poli. Pod štítem je stříbrná stuha s mayottským mottem RA HACHIRI (česky Jsme ostražití). Znak vytvořil bývalý ředitel archivu na Réunionu Michel Chabin a nakreslila ho Pascale Santerre. Návrh byl přijat bývalou Generální radou Mayotte 23. července 1982 a v roce 2011 jej převzal nový departement.

## Správa ostrova
Administrativně je ostrov rozdělen do 13 kantonů a 17 obcí. Hlavou Mayotte, které je plně integrální součástí Francie, je francouzský prezident. Nejvyšším představitel každého francouzského regionu je prezident regionální rady. Mayotte má 2 zástupce v dolní komoře francouzského parlamentu (Národní shromáždění) a 2 v horní komoře (Senát).

## Galerie

Mapa ostrova
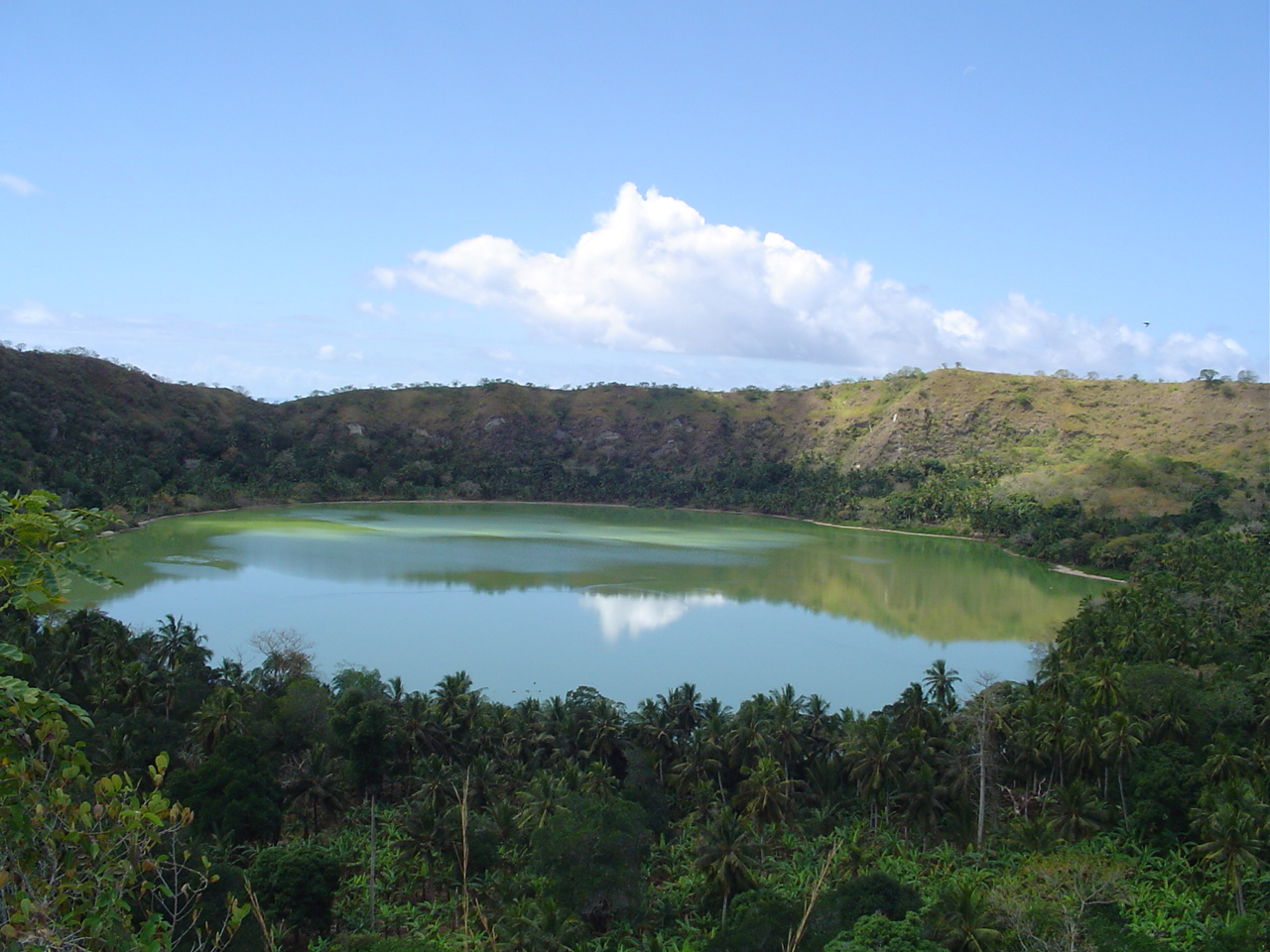
Jezero Dziani
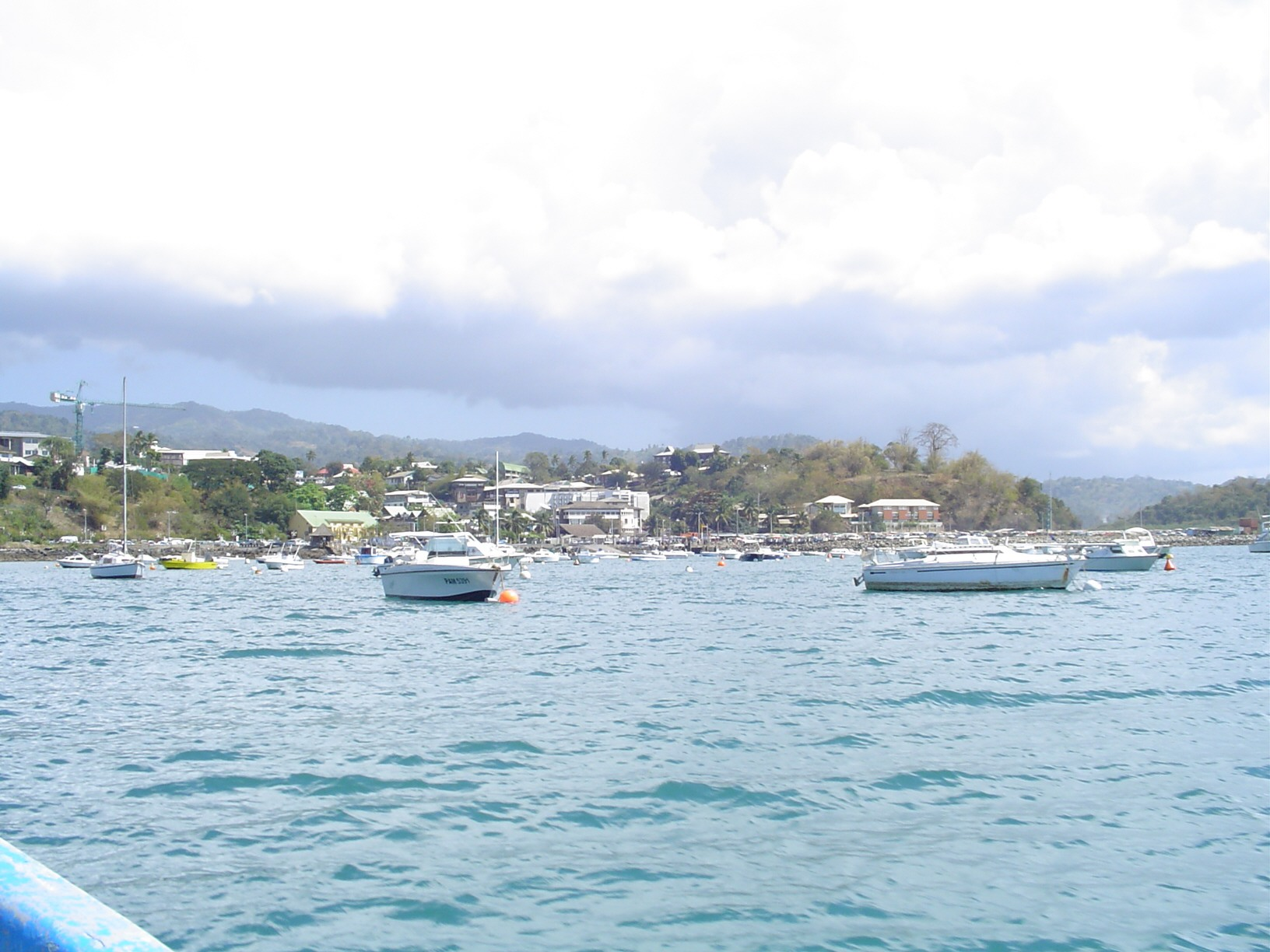
Přístav v Mamoudzou